# Friedrich Wilhelm von Wittenhorst-Sonsfeld
Friedrich Wilhelm von Wittenhorst-Sonsfeld (* 1645; † 9. Mai 1711) war ein kurbrandenburger Generalleutnant, Kämmerer und Chef eines neuerrichteten Dragoner-Regiments (später Kursassier-Regiment Nr. 7). Zudem war er Drost von Huissen, Lymers und Sebenaer.
Er war der Sohn von Herrmann von Wittenhorst-Sonsfeld und der Freiin Wilhelmine von Gent (1622–1670) aus dem Hause Dieben.
Er wurde unter Kurfürst Friedrich Wilhelm brandenburgischer Offizier. Zwischen 1689 und 1690 wurde er Schloßhauptmann und Oberst. Er warb in Preußen ein Dragoner-Regiment. Das Regiment wurde mit einigen Freikompanien aufgefüllt, und er wurde Chef dieses Regiments (später Kursassier-Regiment Nr. 7). 1692 wurde er Brigadier und 1695 Generalmajor, 1704 wurde er noch zum Generalleutnant erhoben.
Um 1707 verlegte er den Wohnsitz der Familie von dem alten Schloss Sonsfeld bei Haldern, das kurz darauf abgebrochen wurde, nach Haus Aspel.

## Familie
Seine  Frau war Amalie Henriette von Schwerin (1658–1699). Sie war die Tochter des Oberpräsidenten Otto von Schwerin. Das Paar hatte folgende Kinder:
- Friedrich Otto von Wittenhorst-Sonsfeld (1680–1755), preußischer Generalleutnant ⚭ Anna Dorothea von Schwerin
- Dorothea Luise (1681–1746) ab 1731 Äbtissin von Wolmirstedt davor Oberhofmeisterin der Markgräfin Wilhelmine in Bayreuth
- Hermine Alexandrine (* 4. September 1685; † 23. April 1745) ⚭ Johann Christoph von Wylich und Lottum (1681–1727)
- Albertine Eleonore  (* 27. August  1693; † 22. März 1721 in Berlin) ⚭ Heinrich Karl von der Marwitz (1680–1744)
- Flora  (1695–1748), Hofdame von Wilhelmine in Bayreuth